# Торунова, Галина Михайловна
Галина Михайловна Торунова (род. 14 марта 1945, с. Смоленское, Алтайский край) ― советский и российский театровед, кандидат филологических наук, доцент, член Союза театральных деятелей Российской Федерации.

## Биография
Галина Михайловна Торунова родилась 14 марта 1945 года в селе Смоленское, Алтайский край. В семье кроме неё было двое детей. В 1952 года переехала жить в Куйбышев. В 1963 году окончила школу, после чего обучалась в Театральной студии при Куйбышевском драмтеатре.
После окончания обучения в студии играла на сцене Павлодарского драматического театра им. А. П. Чехова, затем ― в Русском Донецком драматическом театре и снов в Куйбышевском областной драмтеатре им. М. Горького и Куйбышевском ТЮЗ.
В 1971 году поступила в Ленинградский институт театра, музыки и кинематографии на театроведческий факультет, была студенткой Светланы Хумарьян, в 1976 году получила диплом театроведа (историк, теоретик и критик театра). Снова Вернулась в Куйбышев, где в течение года преподавала в Куйбышевском государственном университете
В 1977 году была приглашена на работу в Самарское отделение Всероссийского театральное общество, а в 1979 – в Управление культуры Куйбышевского облисполкома. Всего в качестве государственного чиновника проработала восемь лет.
С 1978 года преподавала в Хореографическом училище при Куйбышевском театре оперы и балета и на театральном отделении Куйбышевского Музыкального училища, затем в Куйбышевском художественном училище.
С 1991 года преподавала в Самарском государственном педагогическом институте дисциплины «История театра» и «История костюма». В 1996 году стала кандидатом филологических наук, защитив диссертацию на тему «Эволюция героя и жанра в творчестве Василия Аксенова: от прозы к драматургии». Позднее работала на кафедре журналистики СГПУ.
За время своей работы в университете воспитала ряд выдающихся театральных деятелей, среди которых Сергей Февралев ― лауреат кинопремий «Золотой орел» и «Ника».